# Cratere Mohawk
Mohawk  è un cratere sulla superficie di Marte.